# Junioren-Badmintonsüdamerikameisterschaft 2024
Die Junioren-Badmintonsüdamerikameisterschaft 2024 fand vom 7. bis zum 14. Dezember 2024 in Santiago de Chile statt.

## Sieger und Platzierte U11
| Disziplin    | Gold                                     | Silber                                         | Bronze                                              |
| ------------ | ---------------------------------------- | ---------------------------------------------- | --------------------------------------------------- |
| Herreneinzel | Jean Sebastian Villabona                 | Jeronimo Garcia                                | Breno Iury De Lima                                  |
| Herreneinzel | Jean Sebastian Villabona                 | Jeronimo Garcia                                | Juan Diego Castro                                   |
| Dameneinzel  | Jiahe Lei                                | Isabela Valdivia Bernales                      | Adriana Estrada                                     |
| Dameneinzel  | Jiahe Lei                                | Isabela Valdivia Bernales                      | Antonella Ponce De La Piedra                        |
| Herrendoppel | Jeronimo Garcia Jean Sebastian Villabona | Diego Perez Del Solar Luca Tabini              | David Bastos Villamizar Juan Diego Vargas Torres    |
| Herrendoppel | Jeronimo Garcia Jean Sebastian Villabona | Diego Perez Del Solar Luca Tabini              | Joaquin Alvarado Duthurburu Juan Diego Castro       |
| Damendoppel  | Jiahe Lei Leticia Morgenstern            | Fatima Martinez Zapata Julieta Torres Valdivia | Laura Carvalho Dos Santos Lais De Oliveira Ferreira |
| Damendoppel  | Jiahe Lei Leticia Morgenstern            | Fatima Martinez Zapata Julieta Torres Valdivia | Adriana Estrada Isabela Valdivia Bernales           |
| Mixed        | Breno Iury De Lima Jiahe Lei             | Jeronimo Garcia Gabriela Maya Montes           | Jeronimo Cardona Francisca Diaz                     |
| Mixed        | Breno Iury De Lima Jiahe Lei             | Jeronimo Garcia Gabriela Maya Montes           | Dylan Lujan Vega Isabela Valdivia Bernales          |

## Sieger und Platzierte U13
| Disziplin    | Gold                                                   | Silber                                            | Bronze                                                |
| ------------ | ------------------------------------------------------ | ------------------------------------------------- | ----------------------------------------------------- |
| Herreneinzel | Noah Yossef De Angelo                                  | Yuji Milani Kaida                                 | Julian Saldaña                                        |
| Herreneinzel | Noah Yossef De Angelo                                  | Yuji Milani Kaida                                 | Aritz Aizpurua                                        |
| Dameneinzel  | Elisa Del Passo Fraga                                  | Micaela Campos                                    | Elizabeth Hernandez Roa                               |
| Dameneinzel  | Elisa Del Passo Fraga                                  | Micaela Campos                                    | Antonia Bragagnini                                    |
| Herrendoppel | Noah Yossef De Angelo Michael Vitor Lopes              | Julian Saldaña Ignacio Wong                       | Maximiliano Pesantez Robalino Jorge Villafuerte Toala |
| Herrendoppel | Noah Yossef De Angelo Michael Vitor Lopes              | Julian Saldaña Ignacio Wong                       | Yuji Milani Kaida Arthur Morgenstern                  |
| Damendoppel  | Anna Julia Alves Gabrich Adylla Stefany Pereira Coelho | Micaela Campos Alba Monzon                        | Antonia Bragagnini Priya Lescano                      |
| Damendoppel  | Anna Julia Alves Gabrich Adylla Stefany Pereira Coelho | Micaela Campos Alba Monzon                        | Elizabeth Hernandez Roa Dulce Navarrete Maldonado     |
| Mixed        | Noah Yossef De Angelo Alice Leal Santos                | Gustavo Schiavetto Bertanha Elisa Del Passo Fraga | Arthur Morgenstern Adylla Stefany Pereira Coelho      |
| Mixed        | Noah Yossef De Angelo Alice Leal Santos                | Gustavo Schiavetto Bertanha Elisa Del Passo Fraga | Julian Saldaña Priya Lescano                          |

## Sieger und Platzierte U15
| Disziplin    | Gold                                                | Silber                                              | Bronze                                                          |
| ------------ | --------------------------------------------------- | --------------------------------------------------- | --------------------------------------------------------------- |
| Herreneinzel | Klecivan Zaidan Silva                               | Leonardo Costa                                      | Lucas Pinto Andres                                              |
| Herreneinzel | Klecivan Zaidan Silva                               | Leonardo Costa                                      | Bernardo Augusto Camargo De Oliveira                            |
| Dameneinzel  | Ariana Munar                                        | Valentina Carrillo                                  | Luciana Vichera                                                 |
| Dameneinzel  | Ariana Munar                                        | Valentina Carrillo                                  | Aitana Chueca                                                   |
| Herrendoppel | Bernardo Augusto Camargo De Oliveira Leonardo Costa | Davi Del Passo Fraga Leonardo Parreira              | Liam Poma Reyes Alejandro Torre Campos                          |
| Herrendoppel | Bernardo Augusto Camargo De Oliveira Leonardo Costa | Davi Del Passo Fraga Leonardo Parreira              | Pietro Reis Pinheiro Lima Lucas Pinto Andres                    |
| Damendoppel  | Valentina Carrillo Ariana Munar                     | Maria Eduarda Almeida Zamboni Ayumi Hirota Ferreira | Aitana Chueca Domenica Chueca                                   |
| Damendoppel  | Valentina Carrillo Ariana Munar                     | Maria Eduarda Almeida Zamboni Ayumi Hirota Ferreira | Jimena Jaramillo Luciana Vichera                                |
| Mixed        | Leonardo Costa Maria Eduarda Almeida Zamboni        | Lucas Pinto Andres Ayumi Hirota Ferreira            | Davi Del Passo Fraga Pietra Rayane Jung                         |
| Mixed        | Leonardo Costa Maria Eduarda Almeida Zamboni        | Lucas Pinto Andres Ayumi Hirota Ferreira            | Bernardo Augusto Camargo De Oliveira Emily Benevides Nascimento |

## Sieger und Platzierte U17
| Disziplin    | Gold                                          | Silber                                      | Bronze                                        |
| ------------ | --------------------------------------------- | ------------------------------------------- | --------------------------------------------- |
| Herreneinzel | Fhelipe Lennon Santos                         | Guillermo Buendia                           | Marcos De Almeida Filho                       |
| Herreneinzel | Fhelipe Lennon Santos                         | Guillermo Buendia                           | Umesh Lescano                                 |
| Dameneinzel  | Naomi Junco                                   | Analia Yi Ordoñez                           | Sofia Rodas                                   |
| Dameneinzel  | Naomi Junco                                   | Analia Yi Ordoñez                           | Laura Aver Chiele                             |
| Herrendoppel | Marcos De Almeida Filho Fhelipe Lennon Santos | Eduardo Barros Nunes Hiarley Santana Branco | Artur Folchini Zampieri Klecivan Zaidan Silva |
| Herrendoppel | Marcos De Almeida Filho Fhelipe Lennon Santos | Eduardo Barros Nunes Hiarley Santana Branco | Umesh Lescano Gabriel Pallete                 |
| Damendoppel  | Naomi Junco Analia Yi Ordoñez                 | Vivian Nanami Iha Laura Roviezzo Da Silva   | Paula Rodas Sofia Rodas                       |
| Damendoppel  | Naomi Junco Analia Yi Ordoñez                 | Vivian Nanami Iha Laura Roviezzo Da Silva   | Maria Dos Santos Ana Beatriz Ferreira Silva   |
| Mixed        | Guillermo Buendia Naomi Junco                 | Daniel Kawakami Kayahara Saori Milani Kaida | Fhelipe Lennon Santos Vivian Nanami Iha       |
| Mixed        | Guillermo Buendia Naomi Junco                 | Daniel Kawakami Kayahara Saori Milani Kaida | Gonzalo D'Auriol Fuster Analia Yi Ordoñez     |

## Sieger und Platzierte U19
| Disziplin    | Gold                                          | Silber                                     | Bronze                                         |
| ------------ | --------------------------------------------- | ------------------------------------------ | ---------------------------------------------- |
| Herreneinzel | Joaquim Mendonça Taveira                      | Jose Maria Rendon                          | Klerton Zaidan Silva                           |
| Herreneinzel | Joaquim Mendonça Taveira                      | Jose Maria Rendon                          | José Vitor Aveiro Munhoz                       |
| Dameneinzel  | Taisia Kasianov Kasianova                     | Rafela Silva La Rosa                       | Juliana Akemi Murosaki Barboza                 |
| Dameneinzel  | Taisia Kasianov Kasianova                     | Rafela Silva La Rosa                       | Rafaela Castañeda                              |
| Herrendoppel | Bruno Gato Alonso Joaquim Mendonça Taveira    | Gonzalo Castillo Jose Maria Rendon         | José Vitor Aveiro Munhoz Eduardo Dante Pierini |
| Herrendoppel | Bruno Gato Alonso Joaquim Mendonça Taveira    | Gonzalo Castillo Jose Maria Rendon         | Alejandro Crisanto Fabrizio Gutierrez          |
| Damendoppel  | Eduarda Dias Prates Letícia Pinto Andres      | Shary Andrade Rafela Silva La Rosa         | Gabrielly Kraemer Rocha Gabriela Taraczuk      |
| Damendoppel  | Eduarda Dias Prates Letícia Pinto Andres      | Shary Andrade Rafela Silva La Rosa         | Giulia Dell'Acqua Melanie Mandiich Tumbaco     |
| Mixed        | Joaquim Mendonça Taveira Letícia Pinto Andres | Gonzalo Castillo Taisia Kasianov Kasianova | Mauricio Martinez Sofia Rodas                  |
| Mixed        | Joaquim Mendonça Taveira Letícia Pinto Andres | Gonzalo Castillo Taisia Kasianov Kasianova | Gabriel Zink Luísa Bueno Da Rocha              |